# Barbara Chrzczonowicz
Barbara Chrzczonowicz, także Barbara Szymańska-Chrzczonowicz i Barbara Szymańska (ur. 10 października 1951 w Łodzi) – polska dziennikarka i działaczka kulturalna.

## Życiorys
Ukończyła anglistykę i rusycystykę na Uniwersytecie Łódzkim. Działała w Socjalistycznym Związku Studentów Polskich, z ramienia którego została radną Rady Narodowej miasta Łodzi. Działała jako animatorka i kierowniczka biura organizacyjnego Łódzkich Spotkań Teatralnych. Po studiach pracowała jako dziennikarka TVP, w tym m.in. jako reporterka Dziennika Telewizyjnego. W latach 80. XX w. została działaczką NSZZ „Solidarność”, co spowodowało, że została zwolniona z pracy. Następnie pracowała jako pierwsza redaktor naczelna „Życia Uczelni” Politechniki Łódzkiej oraz pracownica Biblioteki Głównej Politechniki Łódzkiej i korepetytorka języka angielskiego.

### Zaginięcie
W 1985 po krótkim okresie spotykania się, wyszła za mąż, przyjmując nazwisko Szymańska-Chrzczonowicz. Ostatnia kłótnia z mężem odbyła się 16 grudnia 1986. Chrzczonowicz miała wyjść po niej z domu i zadeklarować, że wyjeżdża do koleżanki do Warszawy. W mieszkaniu pozostawiła swoje rzeczy oraz psy. Zaniepokojoną rodzinę uspokajał mąż dziennikarki, co spowodowało, że zgłoszenie o jej zaginięciu milicja przyjęła dopiero 10 marca 1987. Dziennikarki poszukiwał zarówno łódzki oddział Telewizji Polskiej, jak i magazyn Magazyn Kryminalny 997 prowadzony przez Michała Fajbusiewicza. Głównym podejrzanym był mąż Chrzczonowicz. Kobiety nigdy nie odnaleziono.

### Życie prywatne
Była córką profesora Politechniki Łódzkiej – Stanisława Chrzczonowicza. Mieszkała przy ul. J. Kilińskiego 82 w Łodzi. W okresie licealnym związana była z Michałem Fajbusiewiczem.